# 神女 (電影)
神女，一部中國黑白默片，上映於1934年，由吳永剛導演，阮玲玉與章志直、黎鏗主演。

## 演出表
| 演 員  | 角 色 | 備 註      |
| 章志直 |       | 流氓       |
| 阮玲玉 | 阮嫂  | 年輕寡婦   |
| 黎鏗   | 小寶  | 阮嫂的兒子 |

## 劇情
一個為了生活和撫養兒子的年輕寡婦，在流氓的控制下忍受屈辱，雖然幾次想逃出魔掌但都沒能成功。
幾年後，孩子長大了，到了入學年齡，為了讓孩子受教育，她白天在家照顧孩子，晚上在街頭當流娼，以賣笑的收入供孩子上學，並把一些積蓄藏在秘密的地方。
後來，孩子的身世被一些學生家長得知，對學校提出破壞校風的質問。校長親自去找了阮嫂，雖然校長十分的同情她的際遇，允許小孩繼續上學，但勢利的校董們卻堅決的反對，然而小寶依舊被學校退學了。
阮嫂為了能讓孩子繼續讀書，決定搬家到其他地方，不料她藏起來的錢卻被流氓偷去賭博輸光了。阮嫂憤而將流氓給打死了，最終被法庭判監十二年。